# Åke Hodell
Åke Björnsson Hodell, född 30 april 1919 i Klara, Stockholm, död 29 juli 2000 i Stockholm, var en svensk stridspilot, poet, författare, text-ljudkompositör,  målare och grafiker.

## Biografi
Åke Hodell hade starka teateranknytningar i sin familj. Fadern var författaren Björn Hodell, som skrev ett antal revyer och lustspel och som var föreståndare för Södra Teatern i Stockholm mellan 1929 och 1938. Hans syster var skådespelaren Ulla Hodell verksam vid Casinoteatern. Hans farfars bror, Frans Hodell, var komedi- och operettskådespelare och författare till över hundra lustspel, bland annat Andersson, Pettersson och Lundström. Som 25-åring ledde Hodell arbetet på Malmö barnteater Folkets Park, där även Jan Malmsjö med flera var aktiva, och 1944 skrev han pjäsen Rännstensungar, en social satir som filmatiserades samma år av Ragnar Frisk. Samma år föddes också dottern Laila (1944–2021), som han fick med Lissie Arnholdt-Olsson / Lilliedahl.
Redan innan tiden på barnteatern i Malmö hade han efter studentexamen vid Södra Latin utbildat sig till stridspilot vid det svenska flygvapnet. Efter att han under en övning den 17 juli 1941 havererat på en slätt i Skåne fick han tillbringa de två följande åren på Lunds lasarett. Detta blev en vändpunkt i hans liv, och han blev bland annat en stark antimilitarist vilket kom att prägla hans verk. Under sin vistelse på sjukhuset fick han kontakt med diktaren Gunnar Ekelöf. Debuten skedde 1953 med diktsamlingen Flyende pilot, och på våren samma år reste Hodell och Ekelöf till Rom. I sina böcker experimenterade Hodell med vad han kallar "elektronismer", medan han på scen och i radio i början av 1960-talet experimenterade med text-ljud-kompositioner.
Under 1960-talet var han verksam på Pistolteatern i Stockholm, där han bland annat satte upp teaterstycket Lågsniff. På 1960-talet grundade och drev han bokförlaget Kerberos. 220 Volts Buddha utkom på LP och Verbal Brainwash & Other Works innehåller tre CD.
Han skrev och producerade 16 radiopjäser för Sveriges Radio mellan åren 1970 och 1995. I böckerna Rekonstruktionen av en roman (2009) och Lenin är en skruvkork (2010) av Carl-Johan Charpentier finns referenser till Åke Hodell och hans författarskap. 
Han deltog i documenta 8 i Kassel 1992. Hodell finns representerad med böcker vid bland annat Nationalmuseum i Stockholm och med konst vid Moderna Museet.
Åke Hodell-stipendiet utdelas sedan 2001 av föreningen Fylkingen i Stockholm.
Från 1978 var han gift med poeten Ann Smith. Hans grav finns på Norra begravningsplatsen.

### General Bussig
Ett av Hodells mest kända verk tillkom 1963 och fick titeln General Bussig. Verket är ett stycke konkret poesi med långa upprepningar av minimalistiska variationer på ord, stavelser och ljudelement från ett par enkla meningar, t.ex. "General Bussig! Jag vill lyda order!". Enligt Hodell själv ska verket uttrycka hur en ung värnpliktigs motstånd mot överheten inom försvaret gradvis bryts ned, och hur den värnpliktige till slut accepterar ordergivning och blind lydnad inför befälen. Den värnpliktige representeras i stycket av bokstaven "i", som han tyckte såg ut som om den stod i givakt. Titeln syftar på att man inom det svenska försvaret på 1950-talet började tala om att befälen skulle vara "bussiga" och manskapets kamrat, till skillnad från den tidigare kadaverdisciplinen.

## Pjäs- och filmmanus
- 1944 – Rännstensungar
- 1974 – Rännstensungar

## Radiopjäser (urval)
- 1970 – Du, Lenin...
- 1971 – Vad gjorde Hemingway i Afrika?
- 1973 – Den stora segern vid Gettysburg
- 1974 – Andeskådaren i katakomberna
- 1995 – Med flyg till paradiset

## Text-ljud-kompositioner (urval)
- 1963 – General Bussig
- 1963 – igevär
- 1966 – Lågsniff
- 1967 – Strukturer III
- 1968 – USS Pacific Ocean
- 1969 – Where is Eldridge Cleaver?
- 1970 – Law & Order Inc
- 1970 – Mr Smith in Rhodesia
- 1971 – Vägen till Nepal
- 1971 – 220 Volt Buddha
- 1972 – Djurgårdsfärjan över Styx
- 1972 – Kerberos, helveteshunden
- 1973 – Orfisk uppenbarelse
- 1976 – Resan till Labrador
- 1974 – Numro Ba Besch, utgiven med OU Magazine, remix av general Bussig.
- 1977 – Spirit of Ecstasy
- 1996 – Cyklon B moll

## Utställningar
- 1987 Moderna museet – Hodellutställning[8]
- 9/11 2013 – 30/3 2014 Flygvapenmuseum – "Åke Hodell - från stridspilot till rebellisk konstnär" [9][10]

## Priser och utmärkelser
- 1968 – Litteraturfrämjandets stipendiat
- 1970 – Sveriges Radios Lyrikpris

## Övrigt
Under sin gymnasietid på Södra Latin skapade Åke Hodell hejaklacksramsan Sassa brassa mandelmassa, som senare fått spridning över hela Sverige och även i övriga nordiska länder.